# 小行星48639
小行星48639（1995 TL8）是太陽系最外層的雙海王星外天體。阿里安娜·格里森於1995年發現小行星48639，直徑約176公里。小行星48639的衛星直徑80公里，暫時編號為S/2002 (48639) 1，於2002年11月9日被發現。

## 發現
1995年10月15日，小行星48639由美國天文學家阿里安娜·格里森（Arianna Gleason）在亞利桑那州圖森附近的基特峰國家天文台進行太空監視調查時發現。
小行星48639目前被歸類為第一顆發現的離散盤天體，比小行星15874早了近一年。

## 外部連結
- 1999 MPEC listing
- 2000 MPEC listing
- Asteroid Lightcurve Database (LCDB), query form (info 的存檔，存档日期16 December 2017.)
- Discovery Circumstances: Numbered Minor Planets (45001)-(50000) – Minor Planet Center
- 小行星48639 at AstDyS-2, Asteroids—Dynamic Site
  - Ephemeris · Observation prediction · Orbital info · Proper elements · Observational info
- NASA JPL小天體瀏覽器上的小行星48639